# Tricliceras
Tricliceras  es un género de plantas con flores perteneciente a la familia Turneraceae. Este género comprende 17 especies.

## Especies seleccionadas
- Tricliceras auriculatum
- Tricliceras bivinianum
- Tricliceras brevicaule
- Tricliceras elatum